# Grabina (Murowanka)
Grabina – nieoficjalna część wsi Murowanka w Polsce położony w województwie mazowieckim, w powiecie pułtuskim, w gminie Pokrzywnica.
Grabina należy do sołectwa Murowanka.